# Бой 27 мая 1990 года в Красном море
Бой 27 мая 1990 года в Красном море — морской бой между артиллерийским катером «АК-312» ВМФ СССР и четырьмя вооружёнными катерами Народного фронта освобождения Эритреи, произошедший в проливе Массауа (Massawa).

## Предпосылки
В 1977 году на принадлежащем Эфиопии острове Нокра архипелага Дахлак в Красном море, по согласованию с эфиопским правительством и в обмен на военную помощь в Огаденской войне Советский Союз разместил пункт материально-технического обеспечения (ПМТО). Эта военно-морская база функционировала до февраля 1991 года.
В то же время вооружённые силы Эфиопии вели боевые действия против эритрейских сепаратистов. В марте 1988 года армия Эфиопии потеряла контроль над большей частью провинции Эритрея, что позволило вооружённым судам сепаратистов активизировать свою деятельность в прибрежных водах, в том числе и в районе архипелага Дахлак.
Это привело к неоднократным фактам нападения на советские суда, осуществлявшие снабжение военно-морской базы на архипелаге.
Для обеспечения безопасности судоходства в районе с июня 1988 года на базе Нокра постоянно находился артиллерийский катер с двумя сменными экипажами.
В феврале 1989 года на базу Нокра поисково-спасательное судно ЧФ «Баскунчак» привело на буксире[уточнить] артиллерийский катер «АК-312» (заводской № 143) проекта 205П из состава 165-го дивизиона противолодочных кораблей 141-й бригады кораблей охраны водного района Керченско-Феодосийской военно-морской базы Черноморского флота. В ноябре 1989 года катер активно включился в боевую службу, выполнив до мая 1990 года 47 выходов на боевое патрулирование и участвуя в проводке через опасные воды 33 конвоев, при этом с катеров эритрейцев по нему 12 раз открывался огонь.

## Бой в Красном море

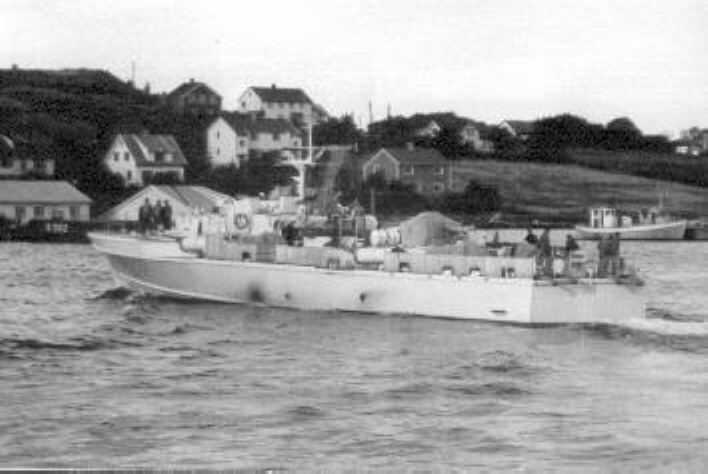
Торпедный катер проекта «Ягуар»

27 мая 1990 года катер «АК-312» (командир капитан-лейтенант Николай Белый) получил задание доставить группу демобилизованных матросов и старшин (70 человек) на госпитальное судно «Енисей», следовавшее в Севастополь. Точка рандеву находилась в 180 км от ВМБ Нокра. Волнение моря: 1 балл по шкале Бофорта).
Во время перехода советский катер был атакован четырьмя катерами эритрейцев (предположительно торпедными катерами проекта «Ягуар» западногерманского производства), которые, прикрываясь островами, открыли огонь.
После совещания с офицерами из экипажа катера — штурманом Александром Стрельцовым, механиком Олегом Киселёвым и помощником командира Сергеем Маловым — командир «АК-312» принял решение прорываться, так как на катере находилось 70 демобилизованных матросов и старшин, что в случае боя привело бы к неизбежным жертвам на переполненном катере. Маневрируя под беспорядочным артиллерийско-пулемётным огнём, советский катер прорвался через пытавшиеся окружить его катера противника и на большой скорости начал уходить от них. Однако катера сепаратистов начали преследование.
Капитан-лейтенант Белый отдал приказ сбрасывать глубинные бомбы (состояли в штатном вооружении катера) по курсу преследователей, так как автомат на кормовой артиллерийской установке заклинило. Головной катер эритрейцев попал прямо в пузырь взрыва бомбы, в результате чего перевернулся и затонул. Остальные катера прекратили преследование.
После передачи демобилизованных на «Енисей», на обратном пути к архипелагу Дахлак «АК-312» снова столкнулся с тремя катерами эритрейцев (скорее всего — с теми же самыми, что и в первый раз). Советский катер принял бой, в результате которого огнём артиллерийской установки уничтожил ещё один катер противника (по другим данным, во втором бою были уничтожены два катера эритрейцев).
В экипаже «АК-312» потерь не было. Катер не получил даже царапин.
За этот бой командир и отличившийся личный состав катера были награждены орденами и медалями, а командиру Главнокомандующий ВМФ, кроме того, досрочно присвоил очередное воинское звание «капитан 3-го ранга». Сам бой отличается не только победой советского катера над превосходящими силами противника, но и уникальным фактом использования глубинной бомбы для потопления вражеского надводного корабля.

## Расхождения в информации о бое
В советское время в СМИ об этом бое не сообщалось. Первые упоминания о нём имели место в 1992 и в 1993 годах в военной прессе, а первая подробная статья в журнале «Морской сборник» опубликована только в 1999 году. Описание боя 27 мая 1990 года имеется в русскоязычных печатных и онлайн-источниках информации имеют расхождения.
В российском журнале «Армия и флот» в 2002 году была опубликована статья с описанием и картами-схемами боя, в которой цитируется «отчёт о боевой службе» катера (причём катер ошибочно указан, как «АК-213»):

За период с ноября 1989 по май 1990 года выполнял задачу по защите судоходства в проливе Массау-Южный (Красное море). Выполнил 47 выходов на боевое патрулирование.

Осуществил проводку и конвоирование 60 судов. 12 раз подвергался обстрелам катерами эретрийских сепаратистов из корабельных орудий, гранатомётов и стрелкового оружия. 27 мая выдержал два нападения в общей сложности семи боевых катеров сепаратистов. В боях уничтожил в общей сложности три катера, остальных обратил в бегство…

Кроме того, в одних источниках сообщается, что эритрейский катер, попавший под взрыв глубинной бомбы, просто перевернулся, в других — что он был уничтожен (разрушен) взрывом.
Отдельные сомнения по описанному бою возникают в той плоскости, что ни у флота Эритреи, ни у флота Эфиопии никогда не было катеров типа «Ягуар». Справочники по флотам не фиксировали потерь Эритрейским флотом катеров в эту дату. Это ставит под сомнение описанные обстоятельства.